# Ricarda Lobe
Ricarda Lobe (née le 13 avril 1994) est une athlète allemande, spécialiste du 100 mètres haies.

## Biographie
En 2017, elle termine sixième du 60 haies des championnats d'Europe en salle et atteint les demi-finales du 100 m haies des championnats du monde de Londres.

## Palmarès
| Date | Compétition                    | Lieu     | Résultat | Épreuve     | Temps   |
| ---- | ------------------------------ | -------- | -------- | ----------- | ------- |
| 2015 | Championnats d'Europe espoirs  | Tallinn  | 7e       | 100 m haies | 13 s 52 |
| 2017 | Championnats d'Europe en salle | Belgrade | 6e       | 60 m haies  | 8 s 03  |
| 2018 | Championnats d'Europe          | Berlin   | 5e       | 100 m haies | 13 s 00 |

## Records
| Épreuve     | Temps   | Lieu    | Date            |
| ----------- | ------- | ------- | --------------- |
| 60 m haies  | 7 s 99  | Leipzig | 18 février 2017 |
| 100 m haies | 12 s 90 | Berlin  | 9 août 2018     |